# Sé (Portalegre)
Sé is een plaats (freguesia) in de Portugese gemeente Portalegre en telt 9987 inwoners (2001).